# Dacoderus sleeperi
Dacoderus sleeperi är en skalbaggsart som beskrevs av Aalbu, Andrews och Pollock 2005. Dacoderus sleeperi ingår i släktet Dacoderus och familjen trädbasbaggar. Inga underarter finns listade i Catalogue of Life.